# 설화고등학교
설화고등학교(雪華高等學校)는 대한민국 충청남도 아산시 배방읍 장재리에 있는 공립 고등학교이다.

## 학교 연혁
- 2005년 10월 4일 : 설화고등학교 설립인가(완성 36학급)
- 2009년 3월 3일 : 제1회 입학식(444명)
- 2009년 4월 7일 : 설화고등학교 개교식
- 2023년 3월 1일 : 제7대 류인산 교장 부임
- 2025년 1월 7일 : 제14회 졸업식(509명, 누계 : 5,788명)
- 2025년 3월 4일 : 제17회 입학식(521명)

## 참고 자료
- 설화고등학교 - 한국교육학술정보원 학교알리미